# محمدرضا بادامچی
محمدرضا بادامچی، چهره سیاسی اصلاح طلب، عضو شورای مرکزی حزب اسلامی کار و نماینده سابق مردم تهران، ری، شمیرانات، اسلامشهر و پردیس، در دهمین دوره مجلس شورای اسلامی است. او دارای مدرک کارشناسی ارشد مدیریت دولتی است.

## نماینده تهران در مجلس دهم
در دهمین دوره انتخابات مجلس شورای اسلامی، محمدرضا بادامچی، در لیست سی نفرهٔ ائتلاف فراگیر اصلاح طلبان: گام دوم در تهران حضور داشت و توانست با کسب ۱٬۲۶۱٬۲۵۲ رأی، در رتبهٔ هشتم تهران، وارد مجلس دهم شود.